# Welcome to Eltingville
Welcome to Eltingville è un episodio pilota televisivo animato statunitense, creato da Evan Dorkin.
Basato sulla serie a fumetti Eltingville di Dorkin, l'episodio è ambientato nell'omonima cittadina di Staten Island e si concentra sulle vite di quattro adolescenti: Bill Dickey, Josh Levy, Pete DiNunzio e Jerry Stokes, tutti membri del "The Eltingville Club", che hanno interessi condivisi nei fumetti e nella fantascienza, tra le altre cose.
L'episodio pilota è stato trasmesso negli Stati Uniti, su Adult Swim, il 3 marzo 2002.

## Personaggi e doppiatori

### Personaggi principali
- Bill Dickey, doppiato da Jason Harris.
- Josh Levy, doppiato da Troy Metcalf.
- Pete DiNunzio, doppiato da Larc Spies.
- Jerry Stokes, doppiato da Corey Brill.

### Personaggi ricorrenti
- Jane Dickey, doppiata da Tara Sands.
- Ward Willoughby, doppiato da MC Chris.
- Joe, doppiato da Glenn Jones.
- Sig. Dickey e Sig.ra Levy, doppiati da Alicia Sedwick.
- Ironjaw, doppiato da Evan Dorkin.

## Produzione
Welcome to Eltingville ha le sue origini dal tempo trascorso da Dorkin come impiegato di un negozio di fumetti presso il Jim Hanley's Universe di Eltingville, nello Staten Island. Basato sulla serie a fumetti Eltingville, l'episodio pilota ha concluso la produzione nell'ottobre 2001.
Dorkin ha avuto un ruolo importante nella creazione dell'episodio e da allora ha dichiarato che se avesse potuto rifarlo, avrebbe scelto di delegare più lavoro e di scegliere una storia che mostrasse più potenziale e personaggi della serie.